# Valdelageve
Valdelageve – gmina w Hiszpanii, w prowincji Salamanka, w Kastylii i León, o powierzchni 16,35 km². W 2011 roku gmina liczyła 90 mieszkańców.